# Filemón y Baucis (Rembrandt)
Filemón y Baucis es un cuadro del pintor neerlandés Rembrandt, fechado en el año 1658. Se trata de una pintura al óleo sobre lienzo. Se conserva en la Galería Nacional de Arte de Washington.

## Análisis
La pintura describe un pasaje de la obra de la Metamorfosis de Ovidio: el matrimonio del anciano Filemón y su mujer Baucis fueron los únicos de la ciudad de Tiana Capadocia que reciben en su casa hospitalariamente a los dioses del Olimpo, Zeus y Hermes cuando estos llamaron a su puerta disfrazados de mendigos. En la pintura refleja el instante justo antes de que los huéspedes revelen su auténtica identidad. Como modelo de la representación se tomó de un grabado de Hendrick Goudt de 1612 con idéntica temática y realizado según una pintura de Adam Elsheimer del año 1606. Su mal estado de conservación dificulta la identificación de la pintura como obra de Rembrandt o de uno de sus discípulos o ayudantes, que en la segunda mitad de la década de 1650 pintaron cuadros de estilo rembrandtiano a una escala relativamente importante.  